# Zbigniew Kania
Zbigniew Kania (ur. 17 marca 1951 w Czerwińsku nad Wisłą) – polski żeglarz, przedsiębiorca, trener, olimpijczyk z Monachium 1972.
Przez całą karierę sportową (1962-1988) był zawodnikiem AZS Warszawa startując w różnych klasach jachtów.

## Życiorys
Był Mistrzem Polski w klasach:
- Hornet w roku 1969
- Latający Holender (FD) w latach 1972-1973, 1975
- 470 w latach 1977,1985-1986, 1988
- 730 w latach 1995-2002.

W roku 1967 w Montrealu zdobył tytuł mistrza świata w klasie Cadet (partnerem był Konrad Fick). Zdobył również tytuł wicemistrza świata w roku 1987 w klasie Hornet. 
Na mistrzostwach Europy w roku 1969 w klasie Hornet rozegranych w holenderskim Rodefarendsveen zdobył tytuł mistrza Europy (partnerem był również Konrad Fick. Rok później załoga Kania-Fick podczas mistrzostw Europy zajęła 4. miejsce.
Na igrzyskach olimpijskich w Monachium wystartował w klasie Latający Holender (partnerem był: Krzysztof Szymczak). Polska załoga zajęła 21. miejsce.
Po zakończeniu kariery sportowej nadal aktywny w środowisku żeglarskim. Jest jednym z ambasadorów kampanii "PGNIG Bezpiecznie nad wodą".